# Fowlerton (Texas)
Fowlerton es un lugar designado por el censo ubicado en el condado de La Salle en el estado estadounidense de Texas. En el Censo de 2010 tenía una población de 55 habitantes y una densidad poblacional de 9,76 personas por km².

## Geografía
Fowlerton se encuentra ubicado en las coordenadas 28°27′10″N 98°48′34″O / 28.45278, -98.80944. Según la Oficina del Censo de los Estados Unidos, Fowlerton tiene una superficie total de 5.64 km², de la cual 5.62 km² corresponden a tierra firme y (0.23%) 0.01 km² es agua.

## Demografía
Según el censo de 2010, había 55 personas residiendo en Fowlerton. La densidad de población era de 9,76 hab./km². De los 55 habitantes, Fowlerton estaba compuesto por el 76.36% blancos, el 0% eran afroamericanos, el 0% eran amerindios, el 0% eran asiáticos, el 0% eran isleños del Pacífico, el 18.18% eran de otras razas y el 5.45% pertenecían a dos o más razas. Del total de la población el 49.09% eran hispanos o latinos de cualquier raza.